# Silvi
Silvi es un municipio situado en la provincia de Téramo, en Abruzos (Italia). Tiene una población estimada, a fines de enero de 2023, de 15 393 habitantes.
Ubicada a orillas del mar Adriático, es una importante localidad balnearia.

## Demografía
| Gráfica de evolución demográfica de Silvi entre 1861 y 2023 |
|                                                             |
| Fuente: ISTAT - Elaboración gráfica de Wikipedia            |